# 格子エンタルピー

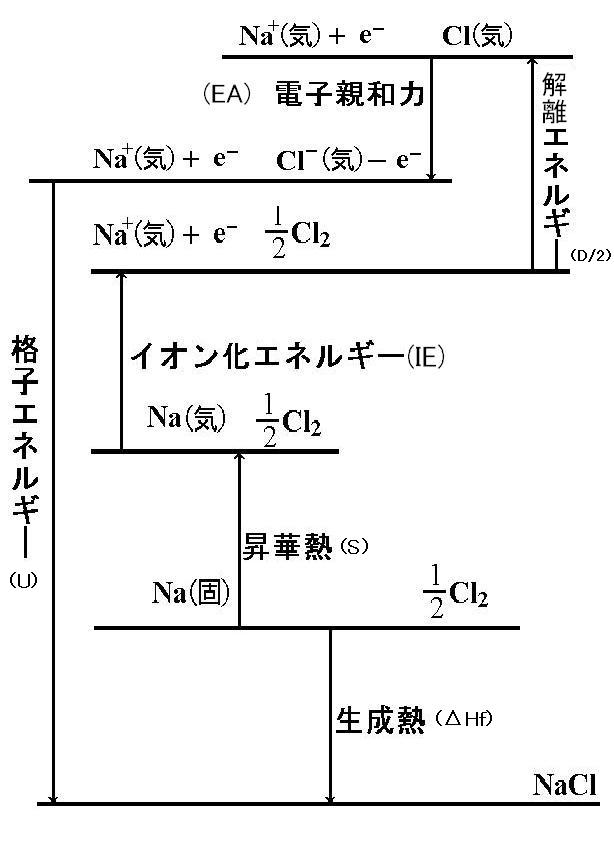
NaClの格子エンタルピー

格子エンタルピー（こうしエンタルピー、英語：lattice enthalpy）とは、固体が解離して気体のイオンになる標準反応エンタルピーのことで、その値は常に正である。格子エンタルピーはボルン・ハーバーサイクル (Born-Haber cycle) を用いて既知の反応エンタルピーから求められる。